# Сьвежави
Сьвежави (пол. Świeżawy, нім. Schmiedetal) — село в Польщі, у гміні Роґово Рипінського повіту Куявсько-Поморського воєводства.
Населення — 181 особа (2011).
У 1975-1998 роках село належало до Влоцлавського воєводства.

## Демографія
Демографічна структура станом на 31 березня 2011 року:
|          | Загалом | Допрацездатний вік | Працездатний вік | Постпрацездатний вік |
| -------- | ------- | ------------------ | ---------------- | -------------------- |
| Чоловіки | 96      | 27                 | 61               | 8                    |
| Жінки    | 85      | 16                 | 50               | 19                   |
| Разом    | 181     | 43                 | 111              | 27                   |